# Q (metro de Nueva York)
La Q Broadway Express (línea Q Broadway expresa) es un servicio del metro de la ciudad de Nueva York. Las señales de las estaciones, el mapa del metro de Nueva York, y los letreros digitales están pintados en color amarillo, ya que representa el color de la lInea Broadway que pasa sobre Manhattan. Y sigue el mismo patrón de servicio todo el tiempo, operando como ruta expresa en Manhattan y local en Brooklyn desde la calle 57 en Midtown Manhattan hacia la avenida Stillwell en Coney Island, Brooklyn.
El logo del ganador del premio musical Tony Award Avenue Q es una parodia del logo del servicio Q cuando operaba en la línea de la Sexta Avenida en Manhattan.
La flota del servicio Q consiste principalmente en vagones R160.
Las siguientes lIneas son usadas por el servicio Q:
| Línea                                                    | Vía      | Cuando  |
| -------------------------------------------------------- | -------- | ------- |
| Línea de la Segunda Avenida de la calle 96 a la calle 72 | local    | siempre |
| Línea de la Calle 63 de la calle 72 a la calle 57        | local    | siempre |
| Línea Broadway de la calle 57 a la calle Prince          | expresa  | siempre |
| Puente de Manhattan (línea completa)                     | Vías sur | siempre |
| Puente Brighton (línea completa)                         | local    | siempre |

## Historia de la "Q"
El servicio Q fue introducido como un servicio identificador para la vía expresa de Brighton Beach en Broadway (Manhattan) en los letreros de los vagones modelo R27 ya que se entregaron a partir de 1960, y en todos los equipos ordenados por las divisiones IND / TMO del sistema del metro de la ciudad de Nueva York. El antiguo número designado para este servicio fue el número 1, introducido en 1924, una designación compartida por todos los servicios principales de la línea Brighton. Las letras designadas no aparecieron antes en los equipos que se llamaban por ese número, si no fue hasta la apertura de la conexión de la calle Chrystie en 1967 que empezaron a usarse en todos los vagones. Por lo tanto los equipos más antiguos que llevaban el número 1 (especialmente los vagones tipo D-Triplex) continuaron con el número "1" hasta que fueron quitados en 1965.
Los vagones modelo R160B inició operaciones entre 2008 y 2011.
El plan actual para la línea de la Segunda Avenida proveída por el servicio Q en la que se extendió al norte de la calle 57 vía la línea de la Calle 63, en la que se usó solamente durante los servicios interrumpidos. El servicio Q se para en la avenida Lexington–Calle 63, una plataforma cruzada de transferencia hacia la línea de la calle 63 (actualmente en funcionamiento con los trenes F). Al este de la avenida Lexington, en la que tiene una curva al norte para unirse con la línea de la Segunda Avenida entre la calle 64. La primera fase de la línea de la Segunda Avenida (con tres estaciones en las calles 72, 86, y 96) fue inaugurado en el 1 de enero de 2017. En conclusión de la segunda fase del proyecto, la nueva terminal norte del servicio Q será la estación de la calle 125, proveyendo a los residentes de Spanish Harlem y los de Upper East Side un servicio directo hacia la Segunda Avenida y Broadway al occidente de Midtown, Bajo Manhattan, y Brooklyn.

## Estaciones
Para una lista más detallada sobre las estaciones, va las líneas del artículo de arriba.
| Leyenda de la estación de servicio                       | Leyenda de la estación de servicio                       |
| -------------------------------------------------------- | -------------------------------------------------------- |
| Hace paradas todo el tiempo                              | Paradas todo el tiempo                                   |
| Hace paradas todo el tiempo                              | Paradas todo el tiempo excepto a altas horas de la noche |
| Hace paradas sólo en la noche                            | Paradas sólo en la noche                                 |
| Hace paradas sólo los días de semana                     | Paradas en días de semana                                |
| Hace paradas sólo en horas pico                          | Paradas sólo en horas pico                               |
| Hace paradas en horas pico en direcciones congestionadas | Paradas horas pico o vías congestionadas                 |
| Detalles del periodo de tiempo                           |                                                          |

| Servicio Q                  | Estación                             | Acceso para discapacitados | Transferencias | Conexiones                                                               |
| --------------------------- | ------------------------------------ | -------------------------- | --- | ------------------------------------------------------------------------ |
| Manhattan                   |                                      |                            | |                                                                          |
| Hace paradas todo el tiempo | 96th Street                          | Acceso para discapacitados | N |                                                                          |
| Hace paradas todo el tiempo | 86th Street                          | Acceso para discapacitados | N |                                                                          |
| Hace paradas todo el tiempo | 72nd Street                          | Acceso para discapacitados | N |                                                                          |
| Hace paradas todo el tiempo | Lexington Avenue-63rd Street         | Acceso para discapacitados | F N | N R W 4 5 6 <6> a Lexington Avenue-59th Street                           |
| Hace paradas todo el tiempo | Midtown-57th Street/7th Avenue       |                            | N R W |                                                                          |
| Hace paradas todo el tiempo | Times Square–42nd Street             | Acceso para discapacitados | N R W 1 2 3 (IRT Broadway–Seventh Avenue Line) 7 <7> (IRT Flushing Line) A C E (IND Eighth Avenue Line1 en 42nd Street–Port Authority Bus Terminal) | Port Authority Bus Terminal                                              |
| Hace paradas todo el tiempo | 34th Street–Herald Square            | Acceso para discapacitados | N R W B D F M (IND Sixth Avenue Line) | PATH en 33rd Street Amtrak, LIRR, NJ Transit en la estación Pennsylvania |
| Hace paradas todo el tiempo | 14th Street–Union Square             | Acceso para discapacitados | N R W L (BMT Canarsie Line) 4 5 6 <6> (IRT Lexington Avenue Line1)                                                                                  |                                                                          |
| Hace paradas todo el tiempo | Canal Street                         |                            | N R W 4 6 <6> (IRT Lexington Avenue Line) J Z (BMT Nassau Street Line)                                                                              |                                                                          |
| Brooklyn                    |                                      |                            | |                                                                          |
| Hace paradas todo el tiempo | DeKalb Avenue                        | Acceso para discapacitados | B D N R |                                                                          |
| Hace paradas todo el tiempo | Atlantic Avenue-Barclays Center      | Acceso para discapacitados | D N R B (BMT Brighton Line) 2 3 4 5 (IRT Eastern Parkway Line)                                                                                      | LIRR Atlantic Branch en Atlantic Terminal                                |
| Hace paradas todo el tiempo | Seventh Avenue                       |                            | B |                                                                          |
| Hace paradas todo el tiempo | Prospect Park                        | Acceso para discapacitados | B S (Franklin Avenue Shuttle) |                                                                          |
| Hace paradas todo el tiempo | Parkside Avenue                      |                            | |                                                                          |
| Hace paradas todo el tiempo | Church Avenue                        |                            | B |                                                                          |
| Hace paradas todo el tiempo | Beverley Road                        |                            | |                                                                          |
| Hace paradas todo el tiempo | Cortelyou Road                       |                            | |                                                                          |
| Hace paradas todo el tiempo | Newkirk Avenue                       |                            | B |                                                                          |
| Hace paradas todo el tiempo | Avenue H                             | 2                          | |                                                                          |
| Hace paradas todo el tiempo | Avenue J                             |                            | |                                                                          |
| Hace paradas todo el tiempo | Avenue M                             |                            | |                                                                          |
| Hace paradas todo el tiempo | Kings Highway                        |                            | B |                                                                          |
| Hace paradas todo el tiempo | Avenue U                             |                            | |                                                                          |
| Hace paradas todo el tiempo | Neck Road                            |                            | |                                                                          |
| Hace paradas todo el tiempo | Sheepshead Bay                       |                            | B |                                                                          |
| Hace paradas todo el tiempo | Brighton Beach                       |                            | B |                                                                          |
| Hace paradas todo el tiempo | Ocean Parkway                        |                            | |                                                                          |
| Hace paradas todo el tiempo | West Eighth Street–New York Aquarium |                            | F (BMT Culver Line) |                                                                          |
| Hace paradas todo el tiempo | Coney Island–Stillwell Avenue        | Acceso para discapacitados | F (BMT Culver Line) D (BMT West End Line) N (BMT Sea Beach Line)                                                                                    |                                                                          |

1Las transferencias de estos servicios no son accesibles. 
 2Este estación es accesible para las personas con discapacidad, pero solo hacia la plataforma sur.